# Университет Акадия
Университет Акадия (фр. Acadia University) расположен в городе Вулфвилл провинции Новая Шотландия, Канада в 100 км от столицы провинции, города Галифакс. Светский университет основан баптистским образовательным обществом в 1838 году.
Обучение осуществляется на четырёх факультетах. Университет специализируется в основном на бакалаврских программах, но имеет несколько программ более высокого уровня.
На территории университетского кампуса расположен также Дивинити-колледж Акадия — духовная семинария, основанная в 1968 году.

## История

### Хортонская академия
В начале XIX века два основных учебных заведения Атлантической Канады находились под руководством церкви. Кингс-Колледж (впоследствии Университет Кингс-Колледжа) в Галифаксе управлялся англиканской церковью, а университет Далузи, который официально не был связан с церковью, на деле был под контролем церкви Шотландии.:стр.11
Достоверно не установлено, кому из членов баптистской общины первому пришла идея создания баптистского образовательного учреждения:стр.26. В июне 1828 года на территории баптистской церкви в Вулфвилле состоялось большое собрание. Здание церкви не вместило всех желающих принять в нём участие. Собрание открыл Caswell, впоследствии ставший ректором Университета Брауна, сторонник баптистской кафедры в Галифаксе:стр.27. Основным результатом собрания явилось образование баптистского образовательного общества:стр.29.
Были собраны деньги для покупки земли в Вулфвилле, на которой планировалось расположиться академия. Земля была найдена, а старое здание фермы на ней планировалось использовать в качестве учебных классов как только будет найден подходящий учитель. Достоверно известно, что Ашахел Чапин (Asahel Chapin) открыл в этом здании школу в 1829 году и в течение года проводил занятия в ней, а затем вернулся на родину в США:стр.30. В 1830 году ему на смену пришёл выпускник Кингс-Колледжа преподобный Джон Прайор (John Pryor). По проекту бостонского архитектора был построен греческий замок в ионическом стиле с большим академическим залом и несколькими комнатами для занятий. Впоследствии замок стал частью Колледж-Холла.:стр.31.
В течение 10 лет академия в Хортоне успешно осуществляла церковную образовательную деятельность, однако некоторые считали образование академии только началом пути:стр.33.

### Королевский колледж
Десять лет спустя баптисты учредили на базе академии королевский колледж и отошли от религиозной направленности учебного заведения, которая присутствовала до этого. Колониальное правительство с неохотой приняло создание нового колледжа, так как уже не справлялось с поддержкой существующих. Даже название колледжа вызывало противоречия, так как королева Виктория запретила некатолическим колледжам называться в свою честь.

### Колледж Акадия
Наконец, в 1841 году колледж Акадия получил свою лицензию. Занятия начались в 1839 году, а первый выпуск был в 1843 году. Вскоре был создан теологический департамент, несмотря на то, что колледж продолжал быть отделённым от церкви.

### Образование для женщин
В 1860 году была образована женская семинария. До 1880 года женщины посещали занятия неофициально. В 1884 году Клара Белль Маршалл стала первой женщиной получившей диплом университета Акадия.

## Обучение

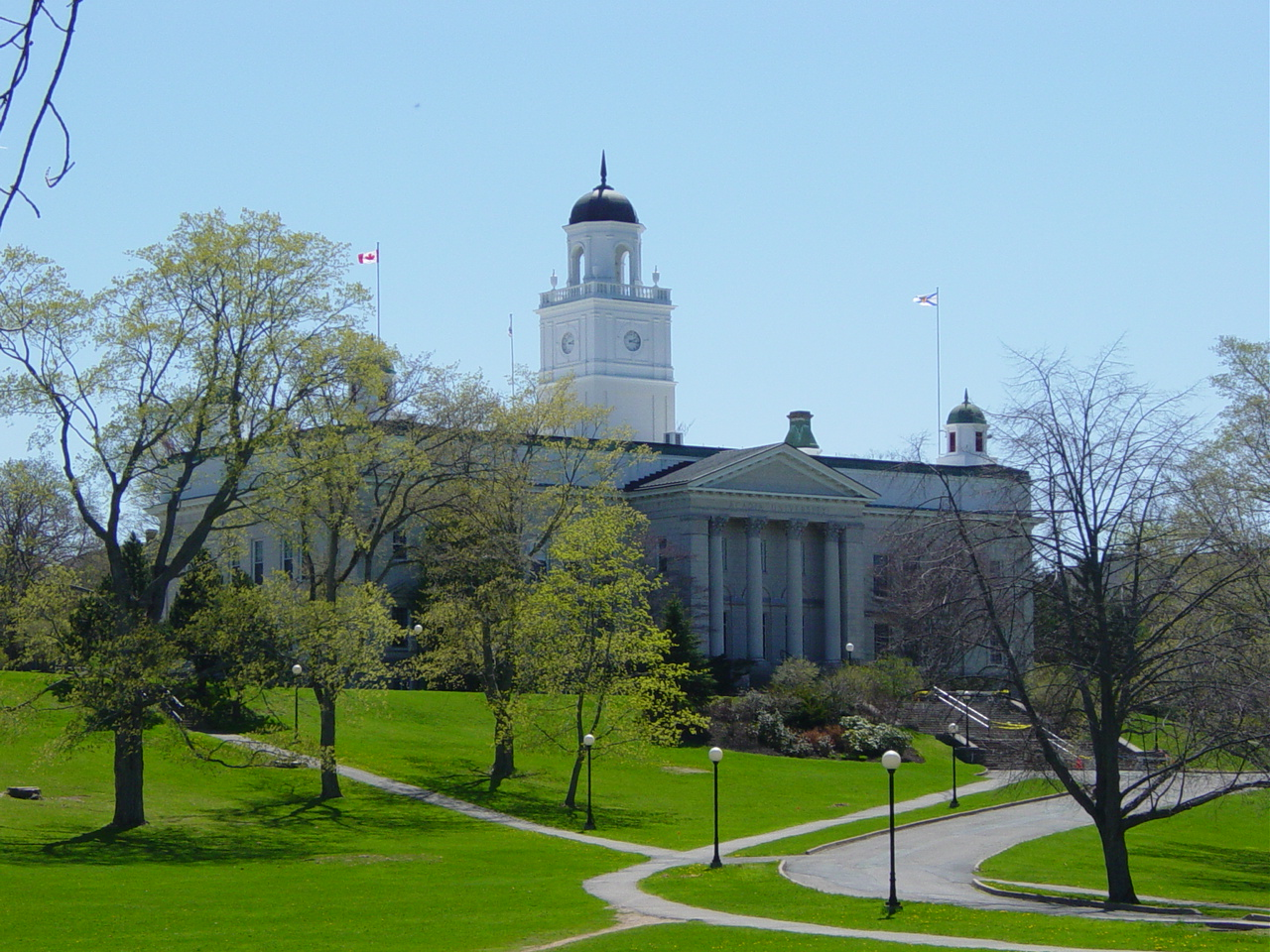
Главное здание университета.

Обучение в университете Акадия проходит на четырёх факультетах: факультет гуманитарных наук, факультет чистых и прикладных наук, факультет профессионального образования и факультет теологии.

### Факультет гуманитарных наук
Факультет гуманитарных наук является первым факультетом университета Акадия.. В настоящее время на базе факультета действует семь отделений и школа музыки.
Отделение истории и традиций имеет подразделения по истории, традициям и сравнительной религии. Подразделение по истории даёт знания по истории всего мира, уделяя особое внимание политической и социальной истории Канады и США. Кроме того, специальные курсы посвящены истории женщин, войн, медицины и окружающей среды. На базе подразделения существует два исследовательских центра: центр исследований Нью-Ингланд-Плантер, или землевладельцев Новой Англии (англ. New England Planter Studies Centre), и центр исследований северо-восточной Азии. Подразделение по традициям представляет курсы по греческим и римским античным языкам, литературе и истории, а также по археологии древнего Египта и Средиземноморья, традициям Востока. Изучение традиционных мировых религий, духовных форм коренных народов и феминизма, вместе с влиянием религии на здоровье и экологию, входит в список курсов подразделения по сравнительной религии..
Остальными отделениями являются отделение экономики, английского языка и театра, языков и литературы, философии, политических наук и социологии.

### Факультет чистых и прикладных наук
Факультет чистых и прикладных наук состоит из восьми отделений: биологии, химии, компьютерных знаний, инженерного дела, знаний о земле и окружающей среде, математики и статистики, питания, физики и психологии.

### Факультет профессионального образования
Профессиональное обучение в университете включает в себя направления бизнеса, образования, кинезиологии, менеджмента в сфере развлечений.

## Научная деятельность
На базе университета действует 10 исследовательских центров.:
- Acadia Centre for Estuarine Research (ACER)
- Acadia Centre for Mathematical Modeling and Computation (ACMMaC)
- Acadia Centre for Microstructural Analysis (ACMA)
- Acadia Media Centre (AMC)
- Centre for Organizational Research & Development (COR&D)
- Centre of Lifestyle Studies (CoLS)
- Centre for the Sensory Research of Food (CSRF)
- Centre for the Study of Ethnocultural Diversity (ACSED)
- K.C. Irving Environmental Science Centre and Harriet Irving Botanical Gardens
- Northeast Asia Research Centre (NEARC)

## Университетский городок
Университетский городок расположен в тихом городке Волфвилл и занимает 250 акров земли (100 га). На территории городка расположено около 40 зданий различного предназначения, включая библиотеку, здания семинарии, общежития.

### Карнеги-Холл
В настоящее время университетское здание Карнеги-Холла находится в списке исторических мест Канады.

### Библиотека имени Вона
В центре студенческого городка находится библиотека имени Вона, современное здание которой было построено в 1965 году.
Библиотека берёт начало с 1841 года, когда пресвиттерианец, преподобный Джон Спротт (John Sprott), пожертвовал для колледжа три книги. Библиотека быстро разрасталась за счёт других пожертвований. В 1843 году Девольф (W.S. DeWolfe) из Ливерпуля пожертвовал колледжу около 1000 книг. Примерно в это же время вместе с агентами из образовательного общества, следящими за финансовым состоянием колледжа, библиотека получила ещё несколько пожертвований из США и Великобритании. В первом здании Колледж-Холла, строительство которого завершилось летом 1854 года, для библиотеки и музея было отведено место в западном крыле. Коллекция становилась все больше, однако 2 декабря 1877 года Колледж-Холл сгорел дотла.
Новое здание Колледж-Холла было построено в 1879 году. В нём библиотека делила второй этаж вместе с музеем. В то время библиотека насчитывала более 3000 книг. 

### Студенческие общежития

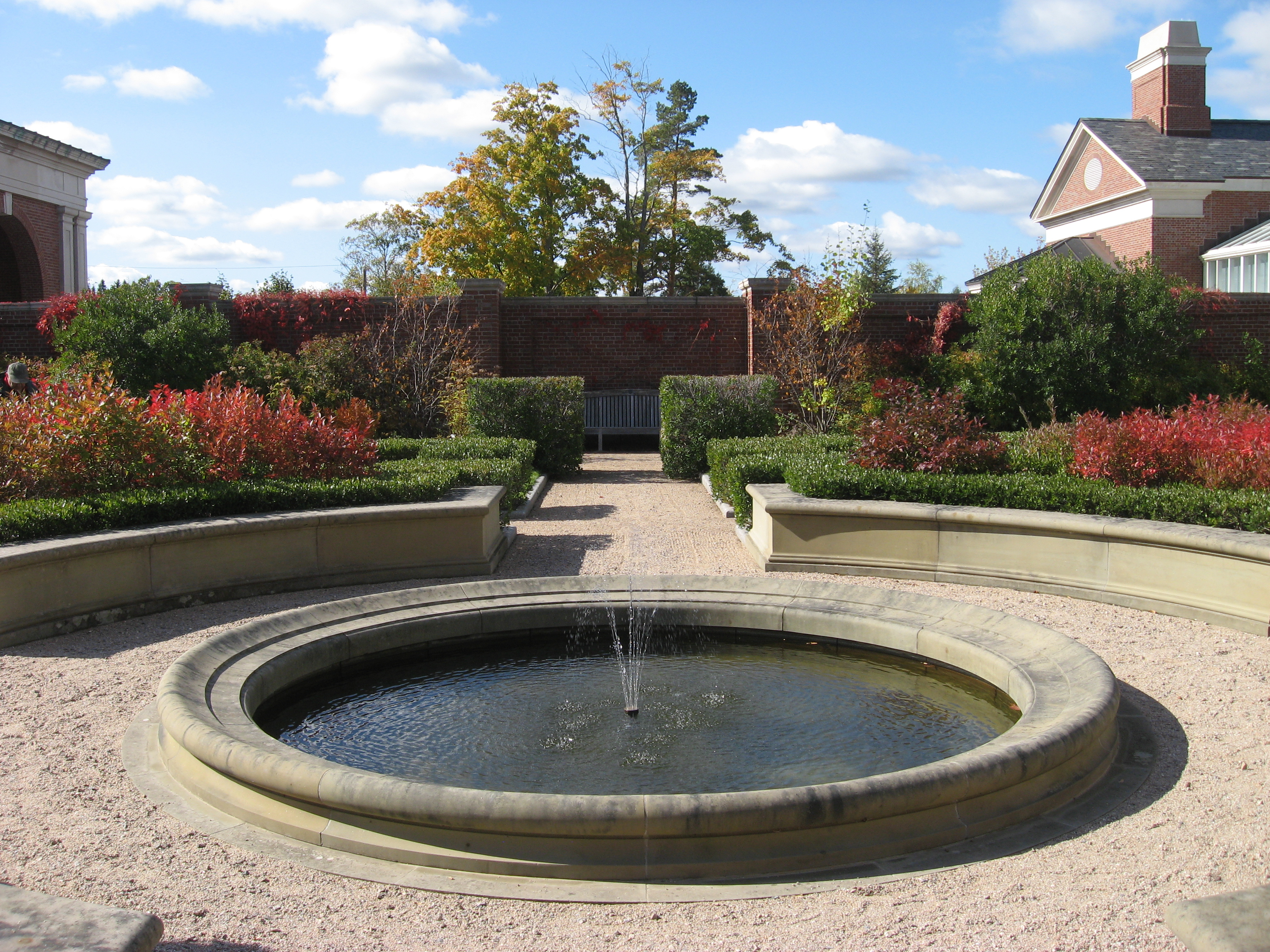
Университетский городок университета.

На территории университета расположено 11 студенческих общежитий, одно из которых является только женским. Общее количество мест в общежитиях достигает 1300. Комнаты меблированы, коммунальные услуги включены в оплату. Стоимость общежития в год составляет 3849 — 7200 канадских долларов.

## Студенческий состав
В университете на бакалаврских программах обучаются 3030 студентов. Ещё 455 студентов получают более глубокое образование.
По данным университета в 2009 году было следующее распределение первокурсников по регионам:
- Восточная Канада — 56 %
- Центральная Канада — 19 %
- Западная Канада — 11 %
- США — 4 %
- Остальные иностранные студенты — 10 %.

## Спорт
Спортивная программа университета Акадии берет своё начало в 1875 году. В настоящее время университет является лидером Атлантической Канады по числу выигранных национальных студенческих чемпионатов. Университут является членом Canadian Interuniversity Sport (CIS) и Atlantic University Sport (AUS).
Спортивные команды университета носят названия «Аксмен» (англ. Axemen) или «Аксвумен» (англ. Axewomen). Мужские команды представляют университет в соревнованиях по баскетболу, американскому футболу, хоккею, футболу и плаванию. Женские команды представляют университет в соревнованиях по баскетболу, футболу, волейболу, регби, плаванию и бегу на лыжах.
Кроме 11 команд в университете существует 15 спортивных клубов.

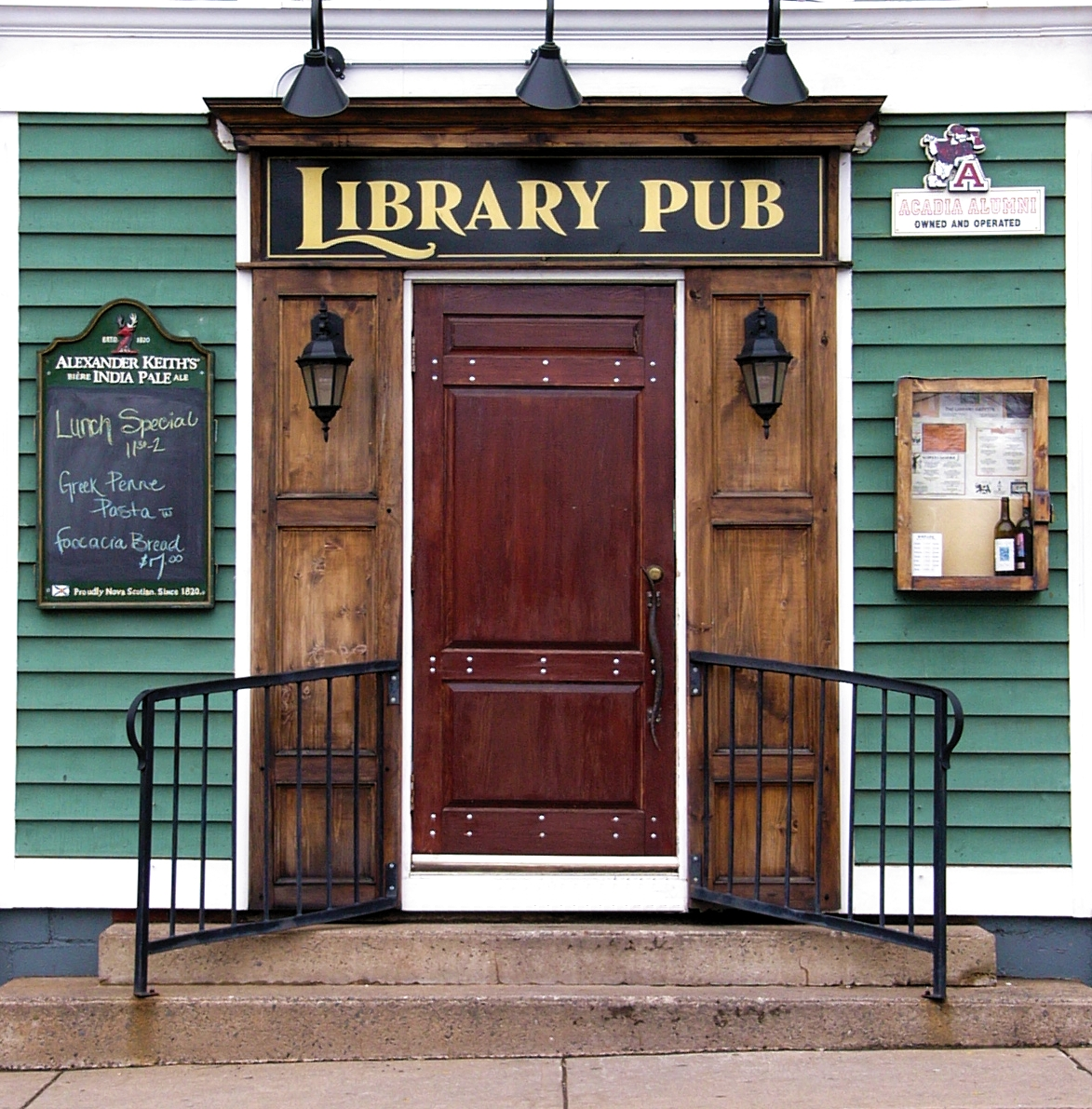
Заведение на центральной улице Волфвилла принадлежит ассоциации выпусков университета.